# Carl Ritzén
Carl Teodor E :son Ritzén, född 21 november 1884 i Åsele församling, Västerbottens län, död 12 augusti 1948 i Göteborg, var en svensk väg- och vattenbyggnadsingenjör. Han var far till Carl Eric Ritzén.
Ritzén studerade vid Chalmers tekniska läroanstalt 1908–1912, var anställd vid Göteborgs hamnstyrelse 1912–1913, Byggnadstekniska byrån i Göteborg 1914–1922, bedrev egen konsulterande verksamhet för industrianläggningar 1922–1924 och var innehavare av Byggnadstekniska byrån i Göteborg från 1924. Han var lärare i matematik vid Slöjdföreningens skola i Göteborg från 1919.